# Підковикові
Підковикові (Rhinolophidae) — родина з ряду лиликоподібних. Ці кажани значно поширені як у помірних, так і в тропічних регіонах Старого Світу. Вони населяють південну Європу, Африку, Азію, північну та східну Австралію та багато островів Тихого океану.

## Систематика
Інколи до підковикових включають родину Hipposideridae. Підковикові належать до інфраряду «інь-кажанів», Yinochiroptera (Van den Bussche & Hoofer, 2004), тобто до надродинної групи, яка є альтернативною до багатьох інших родин, вкл. і лиликових, представники яких складають переважну кількість видів кажанів європейської фауни (у тому числі й України).
За зведенням «Види ссавців світу» (2005) у складі роду визнають 77 сучасних видів.

## Родина у фауні України
Підковикові представлені у фауні України двома видами типового роду:
- підковик великий
- підковик малий

## Морфологія
Голова і тіло довжиною 35—110 мм, хвіст довжиною 15—56 мм, передпліччя довжиною 30—75 мм. Вага малого виду, Rhinolophus hipposideros 4—10 грам, великого виду, Rhinolophus ferrumequinum 16.5—25 грамів.
Забарвлення різне, від червонувато-коричневого зверху до глибоко-чорного зверху й блідіше знизу.

## Спосіб життя
У своїх лежбищах тварини зазвичай висять поодинці і повністю закутані своєю літальною мембраною. Як і інші кажани, тварини полюють вночі і орієнтуються за допомогою ехолокації. Їхні звуки виходять через ніздрі. Свою здобич, в основному комах і павуків, вони часто ловлять крилами.

## Види
Родина, а отже й рід містить понад сто сучасних видів:
1. Rhinolophus achilles
2. Rhinolophus acuminatus
3. Rhinolophus adami
4. Rhinolophus affinis
5. Rhinolophus alcyone
6. Rhinolophus alticolus
7. Rhinolophus andamanensis
8. Rhinolophus arcuatus
9. Rhinolophus axillaris
10. Rhinolophus beddomei
11. Rhinolophus belligerator
12. Rhinolophus blasii
13. Rhinolophus bocharicus
14. Rhinolophus borneensis
15. Rhinolophus canuti
16. Rhinolophus capensis
17. Rhinolophus celebensis
18. Rhinolophus cervenyi
19. Rhinolophus chaseni
20. Rhinolophus chiewkweeae
21. Rhinolophus chutamasae
22. Rhinolophus clivosus
23. Rhinolophus coelophyllus
24. Rhinolophus cognatus
25. Rhinolophus cohenae
26. Rhinolophus convexus
27. Rhinolophus cornutus
28. Rhinolophus creaghi
29. Rhinolophus damarensis
30. Rhinolophus darlingi
31. Rhinolophus deckenii
32. Rhinolophus denti
33. Rhinolophus dobsoni
34. Rhinolophus eloquens
35. Rhinolophus episcopus
36. Rhinolophus euryale
37. Rhinolophus euryotis
38. Rhinolophus ferrumequinum
39. Rhinolophus foetidus
40. Rhinolophus formosae
41. Rhinolophus francisi
42. Rhinolophus fumigatus
43. Rhinolophus gorongosae
44. Rhinolophus guineensis
45. Rhinolophus hildebrandti
46. Rhinolophus hilli
47. Rhinolophus hillorum
48. Rhinolophus hipposideros
49. Rhinolophus horaceki
50. Rhinolophus imaizumii
51. Rhinolophus inops
52. Rhinolophus kahuzi
53. Rhinolophus keyensis
54. Rhinolophus kirghisorum
55. Rhinolophus landeri
56. Rhinolophus lepidus
57. Rhinolophus lobatus
58. Rhinolophus luctoides
59. Rhinolophus luctus
60. Rhinolophus mabuensis
61. Rhinolophus maclaudi
62. Rhinolophus macrotis
63. Rhinolophus madurensis
64. Rhinolophus maendeleo
65. Rhinolophus malayanus
66. Rhinolophus marshalli
67. Rhinolophus mcintyrei
68. Rhinolophus megaphyllus
69. Rhinolophus mehelyi
70. Rhinolophus microglobosus
71. Rhinolophus mitratus
72. Rhinolophus monoceros
73. Rhinolophus montanus
74. Rhinolophus morio
75. Rhinolophus mossambicus
76. Rhinolophus namuli
77. Rhinolophus nereis
78. Rhinolophus nippon
79. Rhinolophus osgoodi
80. Rhinolophus paradoxolophus
81. Rhinolophus pearsonii
82. Rhinolophus perditus
83. Rhinolophus perniger
84. Rhinolophus philippinensis
85. Rhinolophus proconsulis
86. Rhinolophus pumilus
87. Rhinolophus pusillus
88. Rhinolophus refulgens
89. Rhinolophus rex
90. Rhinolophus rhodesiae
91. Rhinolophus robinsoni
92. Rhinolophus rouxii
93. Rhinolophus rufus
94. Rhinolophus ruwenzorii
95. Rhinolophus sakejiensis
96. Rhinolophus schnitzleri
97. Rhinolophus sedulus
98. Rhinolophus shameli
99. Rhinolophus shortridgei
100. Rhinolophus siamensis
101. Rhinolophus silvestris
102. Rhinolophus simulator
103. Rhinolophus sinicus
104. Rhinolophus smithersi
105. Rhinolophus stheno
106. Rhinolophus subbadius
107. Rhinolophus subrufus
108. Rhinolophus swinnyi
109. Rhinolophus tatar
110. Rhinolophus thailandensis
111. Rhinolophus thomasi
112. Rhinolophus trifoliatus
113. Rhinolophus virgo
114. Rhinolophus webalai
115. Rhinolophus willardi
116. Rhinolophus xinanzhongguoensis
117. Rhinolophus yonghoiseni
118. Rhinolophus yunanensis
119. Rhinolophus ziama

Крім сучасного, до родини належить також один викопний рід — Palaeonycteris. Palaeonycteris robustus жив у нижньому міоцені, його скам'янілі останки були знайдені в Сен-Жеран-ле-Пюї, Франція.